# Sprawność roli
 Sprawność roli – stan roli, gdzie warunki życia uprawianej rośliny są optymalne lub są bliskie optymalnych. Rola wykazująca wysoką sprawność cechuje się wystarczającą ilością powietrza i wody oraz zawiera wszystkie składniki pokarmowe. Charakteryzuje się też umiarkowaną zwięzłością, lepkością i plastycznością co powoduje, że korzenie mogą się swobodnie rozrastać. W roli sprawnej intensywnie zachodzą procesy biologiczne. Stan sprawności nie jest stanem trwałym. Rolę do stanu sprawności można doprowadzić poprzez zabiegi agrotechniczne lub dzięki naturalnym procesom – takie zjawisko nazywa się wydobrzeniem roli.